# クラブフィールズ・リンダ
クラブフィールズ・リンダとは、北海道札幌市・江別市をホームタウンとする女子サッカーのクラブチームである。

## 概要
もと北海道電力傘下の「ほくでんスポーツフィールズ」により運営されており、その後「北海道スポーツ企画」に運営が移っている。男子社会人チームのノルブリッツ北海道FCは同一系列である。
前身は1979年創設の「札幌リンダ」であり、その後、2003年5月にほくでんスポーツフィールズの女子チームと混合チームを結成、2005年4月に統合されて「クラブフィールズ・リンダ」となった。
2012年4月現在、中学生年代20人を含む30人の選手が所属している。北海道女子サッカーリーグなど年代を問わない大会のほか、U-15・U-18の大会にも参加しており、2010年の全日本女子ユース (U-15)サッカー選手権大会では3位に入賞している。
2010年の全日本女子ユース(U-15)フットサル大会（プレ大会）では、優勝を果たした。

## 戦績

### リーグ戦
| 年度 | 所属   | 順位 | チーム数 | 勝点 | 試合 | 勝 | 分 | 敗 | 得点 | 失点 | 差  | 備考   |
| 2006 | 北海道 | 3位  | 4        | 3    | 3    | 0  | 3  | 0  |      |      |     | [ 5 ]  |
| 2007 | 北海道 | 4位  | 6        | 15   | 10   | 4  | 3  | 3  | 19   | 11   | +8  | [ 6 ]  |
| 2008 | 北海道 | 5位  | 6        | 10   | 10   | 3  | 1  | 6  | 7    | 21   | -14 | [ 7 ]  |
| 2009 | 北海道 | 4位  | 5        | 6    | 8    | 2  | 0  | 6  | 6    | 25   | -19 | [ 8 ]  |
| 2010 | 北海道 | 3位  | 5        | 10   | 8    | 3  | 1  | 4  | 21   | 13   | +8  | [ 9 ]  |
| 2011 | 北海道 | 3位  | 4        | 7    | 6    | 2  | 1  | 3  | 25   | 6    | +19 | [ 10 ] |
| 2012 | 北海道 | 4位  | 4        | 1    | 6    | 0  | 1  | 5  | 3    | 28   | -25 | [ 11 ] |
| 2013 | 北海道 | 4位  | 5        | 6    | 8    | 2  | 0  | 6  | 12   | 27   | -25 | [ 12 ] |
| 2014 | 北海道 | 4位  | 6        | 16   | 10   | 5  | 1  | 4  | 30   | 16   | +14 | [ 13 ] |
| 2015 | 北海道 | 4位  | 5        | 11   | 8    | 3  | 2  | 3  | 26   | 13   | +13 | [ 14 ] |
| 2016 | 北海道 | 3位  | 6        | 19   | 10   | 6  | 1  | 3  | 34   | 14   | +20 | [ 15 ] |

### 皇后杯
出場9回（2016年現在）
| 回 | 年月日         | ラウンド | 会場   | スコア   | 対戦相手                                      |
| 14 | 1993年3月23日  | 1回戦    | 厚木   | ○ 3 - 2  | 大津高校（九州）                              |
| 14 | 1993年3月24日  | 2回戦    | 海老名 | ● 0 - 11 | 日興證券ドリームレディース（JLSLシード）      |
| 16 | 1995年3月22日  | 2回戦    | 稲城   | ● 0 - 11 | 日興證券ドリームレディース（Lリーグシード）   |
| 18 | 1997年1月4日   | 2回戦    | 高知   | ● 0 - 7  | 鈴与清水FCラブリーレディース（Lリーグシード） |
| 19 | 1998年1月4日   | 1回戦    | 松原市 | ● 1 - 4  | 松下電器ラガッツァ（関西）                    |
| 20 | 1999年1月4日   | 1回戦    | 七城町 | ● 1 - 7  | 松下電器ラガッツァ（関西）                    |
| 21 | 2000年1月6日   | 2回戦    | 大宮   | ● 1 - 3  | 浦和レイナスFC（Lリーグシード）               |
| 22 | 2001年1月6日   | 1回戦    | 日本平 | ● 0 - 2  | 清水第八スポーツクラブ（東海）                |
| 37 | 2015年11月7日  | 1回戦    | 三木陸 | ● 0 - 3  | 神村学園高等部（九州）                        |
| 38 | 2016年10月22日 | 1回戦    | 栃木グ | 〇 3 - 0 | 広島文教女子大学附属高校（中国）              |
| 38 | 2016年10月29日 | 2回戦    | 佐久   | ● 0 - 12 | 日テレ・ベレーザ（なでしこリーグシード）      |

### その他
JFA 全日本U-15女子サッカー選手権大会
- 2008年 - グループリーグ敗退
- 2009年 - 北海道予選敗退
- 2010年 - 3位
- 2011年 - グループリーグ敗退

JFA 全日本U-15女子フットサル大会
- 2010年 - 優勝
- 2014年 - 準優勝
- 2015年 - 準優勝

## 出身選手
- 小松良子 - 現：ASC北海道レディース（苫小牧市）コーチ[16]、元：AC長野パルセイロ・レディース[17]所属
- 小野鈴香[18] - 元：伊賀FCくノ一所属[19]
- 神成美紀 - 元：ノルディーア北海道、岡山湯郷Belle、福岡J・アンクラス所属
- 保格彩乃[20] - 元：東京電力マリーゼ所属[21]
- 熊谷紗希[22] - なでしこジャパン主将、現：ASローマ所属、元：FCバイエルン・ミュンヘン、オリンピック・リヨン、浦和レッドダイヤモンズ・レディース所属
- 西川明花[23] - 現：伊賀FCくノ一三重所属